# Bran, Charente-Maritime
Bran là một xã trong tỉnh Charente-Maritime Charente-Maritime trong vùng Nouvelle-Aquitaine, tây nam nước Pháp. Xã Bran, Charente-Maritime nằm ở khu vực có độ cao trung bình 71 mét trên mực nước biển.